# Christopher Zeller
Christopher Zeller (Monaco di Baviera, 14 settembre 1984) è un hockeista su prato tedesco.

## Palmarès

### Olimpiadi
- 3 medaglie:
  - 2 ori (Pechino 2008; Londra 2012)
  - 1 bronzo (Atene 2004)

### Mondiali
- 1 medaglia:
  - 1 oro (Mönchengladbach 2006)

### Europei
- 1 medaglia:
  - 1 oro (Barcellona 2003)

### Champions Trophy
- 1 medaglia:
  - 1 argento (Terrassa 2006)